# كاساندر بوغراند
كاساندر بوغراند (من مواليد 23 مايو 1997) رياضية فرنسية متخصصة في سباق ثلاثي، بطل النخبة الوطني لعام 2014، بطل الشباب الوطني لعامي 2013 و2014، بطل فريق التتابع الأوروبي للشباب لعام 2013 ونائب بطل العالم للناشئين لعام 2014، و2018 حتى 2020 بطل العالم للتتابع. حققت بوغراند أوقاتًا جيدة في السباحة لمسافة 200 متر حيث سجلتها في 2'07'25. وفي أولمبياد باريس 2024 حصلت على الميدالية الذهبية في منافسات الثلاثي للسيدات.